# Якуб ибн Тарик
Якуб ибн Тарик (араб. يعقوب بن طارق‎, ум. ок. 796) — математик и астроном, работал в Багдаде у халифа ал-Мансура. Был хорошо знаком с индийскими астрономическими таблицами.
По упоминаниям у позднейших учёных известны его сочинения: «Синусное рассечение кардаджей» (кардадж — индийская мера дуги, равная 3°45′), «Зидж, извлечённый из Синдхинда», «Строение небес», «Книга о недостатках зиждей», «Книга о том, что возвышается от дуги меридиана».